# Осітна
Осітна́ —  село в Україні, у Христинівській міській громаді Уманського району Черкаської області. Розташоване на обох берегах річки Синиця (притока Південного Бугу) за 22 км на південний схід від міста Христинівка. Населення за даними перепису 2001 року становило 780 осіб.

## Історія
Під час Голодомору 1932—1933 років, тільки за офіційними даними, від голоду помер 91 мешканець села.

## Населення

### Мовний склад
Рідна мова населення за даними перепису 2001 року:
| Мова       | Чисельність, осіб | Доля     |
| ---------- | ----------------- | -------- |
| Українська | 766               | 98,21 %  |
| Російська  | 12                | 1,54 %   |
| Інше       | 2                 | 0,25 %   |
| Разом      | 780               | 100,00 % |